# 5つのヴェネツィアの歌

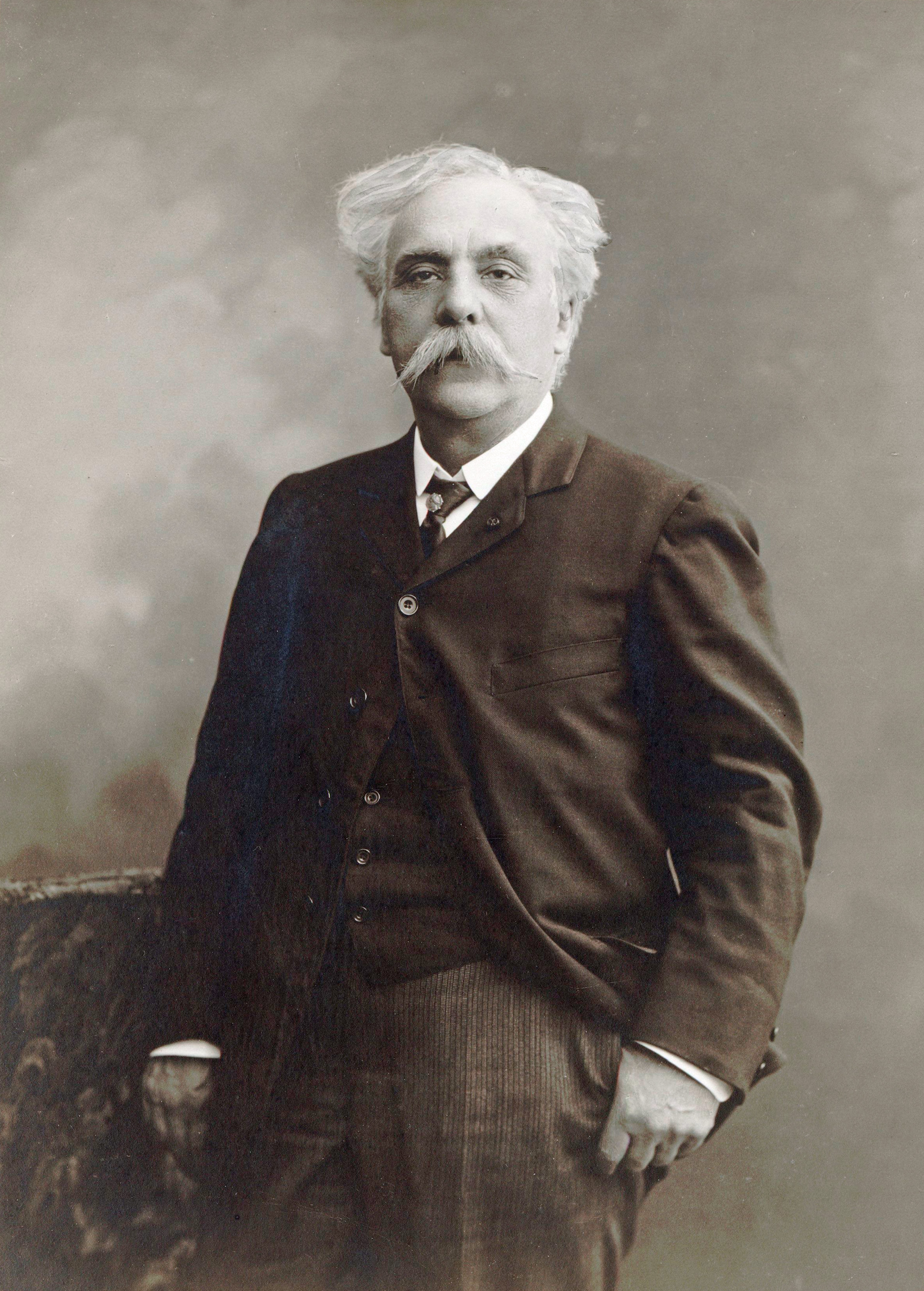
ピエール・プティによるガブリエル・フォーレ

『5つのヴェネツィアの歌』（5つのヴェネツィアのうた、フランス語: Cinq mélodies de Venise）作品58は、ガブリエル・フォーレが1891年に作曲した5つの歌曲からなる最初の歌曲集（連作歌曲）である。
ポール・ヴェルレーヌの2つの詩集『艶なる宴』（1869年）と『言葉なき恋歌』（1874年）を基に作曲された。

## 概要

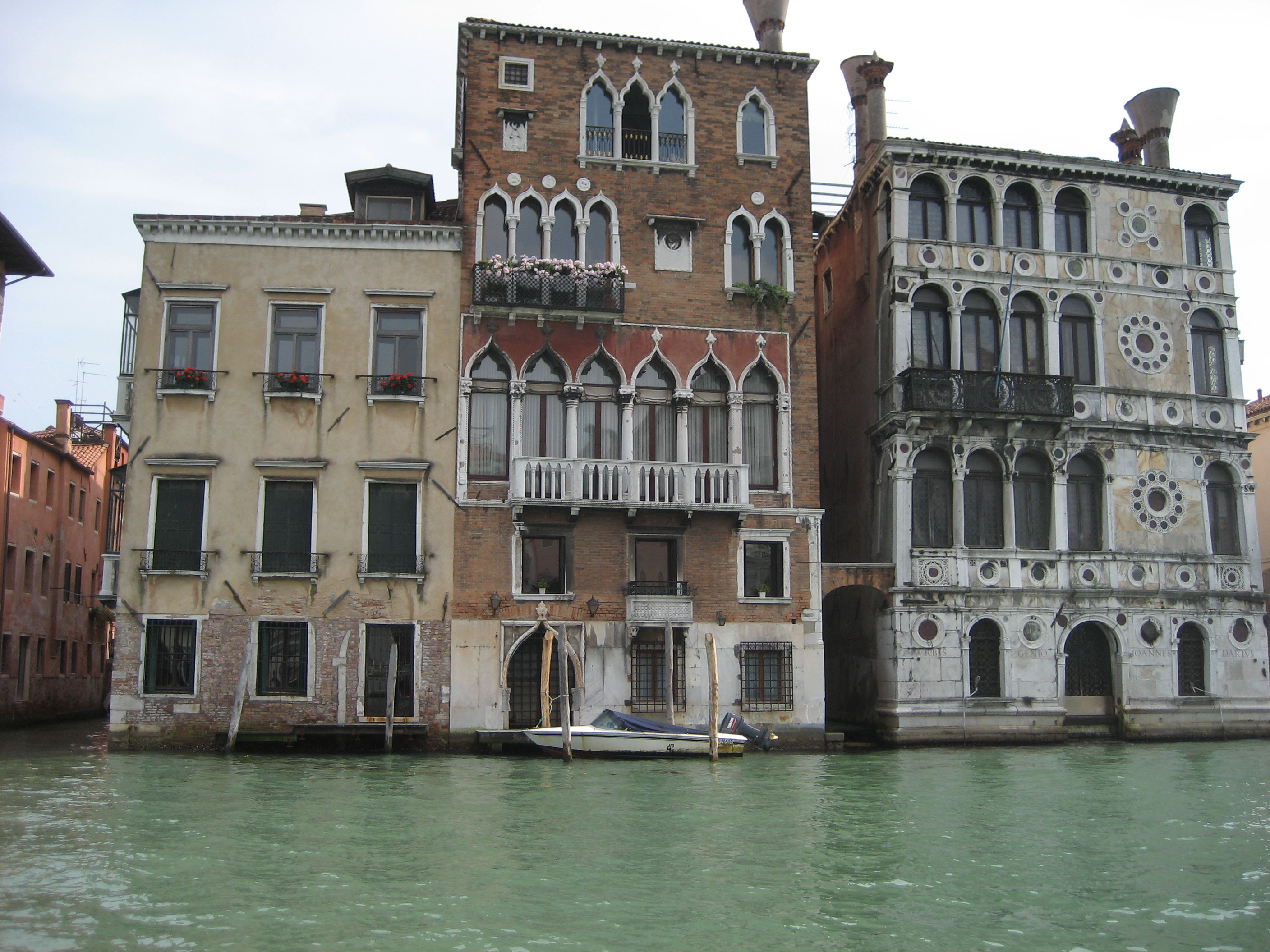
フォーレが滞在したヴェネツィアの館（中央）

1891年5月にエドモン・ド・ポリニャック大公妃となっていたウィナレッタ・シンガーの招待でイタリアのヴェネツィアに旅行することになったのだが、これはフォーレにとって人生で最も楽しい思い出の一つとなったようである。このときに「マンドリン」と「ひめやかに」という最初の2曲が旅行中に書かれ、同年9月に全曲が完成している。
初演は1892年4月2日に国民音楽協会にて、モーリス・バジェスにより演奏された。
本作はエドモン・ド・ポリニャック夫人に献呈されている。

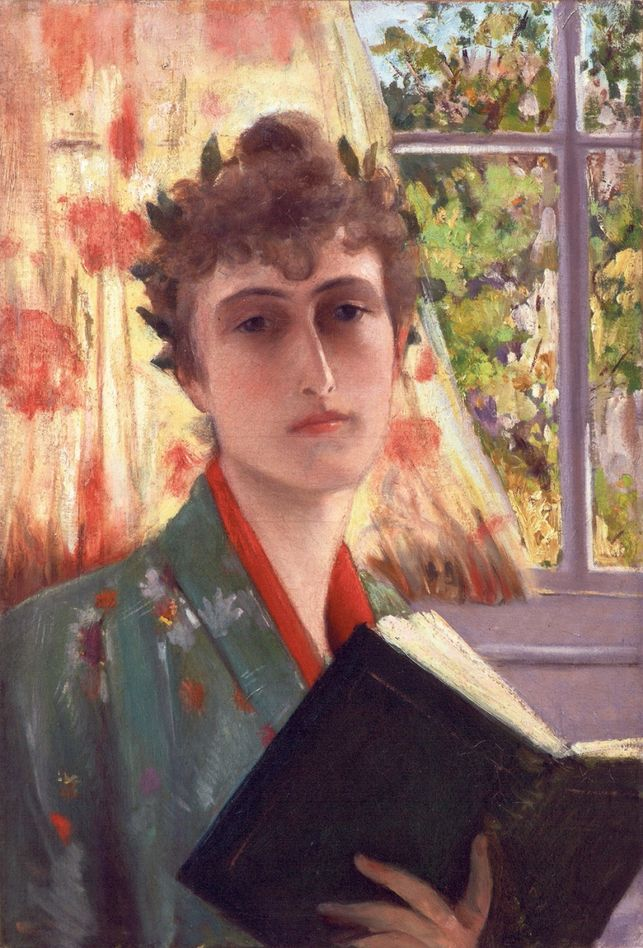
ウィナレッタ・シンガー

ヴュイエルモーズによれば、本作はヴェネツィアで作曲され始めたのだが、ヴェネツィアのサン・マルコ広場やため息橋とは何らの関連もなく、本作は『月の光』と同様にヴェルサイユ風である。「マンドリン」はヴェルレーヌによって描かれた想像上のヴェルサイユ公園で繰り広げられる「華やかな宴」の情景を永遠に固定した恍惚たる曲なのである。―中略―ヴェネツィアの人ではないアントワーヌ・ヴァトー に対する賛辞とも言える「マンドリン」の後には性格の異なる曲が続く。第2曲で日没と夜鶯の目覚め、第3曲「グリーン」では優しい愛撫、第5曲「やるせない夢心地」では『優しい歌』での愛情の吐露を予示している。第4曲のクリメーヌに捧げられた細やかな瞑想はごく普通の表現がとられているに過ぎないのだが、そこでは詩人にも作曲家もこの曲に浸透した、燃えるような官能をごく優しい調子で語り得ており、さらに、これが『優しい歌』では全く純潔な表現をとることになる。
ジャンケレヴィッチによれば、ヴェネツィアに想を得た連作歌曲は、愛の秘めやかな打ち明け話で締めくくられる。フォーレが「華やかな宴」からではなく、「グリーン」と同じく「言葉なく恋歌」から取り出した「やるせない夢心地」はしかしながら「ひめやかに」の曲想に立ち帰り、「マンドリン」は魂と魂とを結び付けようとするがの如く、闇の中で黙したままだ。ここにあるのは《踊りのステップや跳ね回り、軽く触れ合わされた口づけ、扇の煌めき》ばかりではない。孤独感や心の内奥、そして沈黙の綾なす神秘もここに見出される。「やるせない夢心地」もまた森の情景の一種であるが、音楽家はそこに差し込んだ重みの無い軽やかな光をこの上なく見事に捉えている。その極まるところでは、陽の光はヴァイオリンの弦のように震え、シャルル・ヴァン・レルベルグの『砂の上の墓碑銘』をまねて言うならば、魂は光の歌となって蘇るのだ。《歌う小枝の下で》《灰色の梢の辺りに立ちのぼる》《高い枝々の作る薄明かりに》《梢の下で》《本ものの枝の間から》―フォーレもドビュッシー同様、葉むらの間に潜む神秘を探し求めている。愛の表情を含め、そうした葉むら織りなす幕の背後に隠れていないものはないからである。この5幕からなる夏の夜の夢の舞台装置としてはヴェネツィアよりはむしろバルビゾンの森の空地が考えられる。その樹齢を重ねた高い木の上から《広大で優しい憩い》が降りて来るのだが、それは決して活動の停滞とか無為な冬眠ではなく、あくまで安らぎであり、明晰ながらやるせない夢心地、意識的な憂さなのだ。さらに、本作からは『夜想曲第6番』の法悦が予感される。この曲のために、やがてフォーレは音楽家がピアノと言う楽器から獲得し得る最高の素晴らしい、感動的な、かつ深遠な音調を見出すことになるのである。

## 音楽的特徴
金原玲子によれば、本作の特徴としては、いずれの場合もピアノの役割が大きく、単に歌の伴奏ではなく、あたかも室内楽的に歌とのアンサンブルになっている。これには二つの要因が見られる。ピアノの楽器としての発達と弾き手の上達による要因である。ピアノは18世紀から19世紀にかけて改良された新しい楽器である。和声的な表現の可能性が広がったことで、歌曲において歌と対等な立場で、音楽を作るアンサンブルとしての可能性を広げていった。―中略―一方では、サロンに於いてピアノを巧みに弾きこなす人が増え、作曲家も人々の要望に応えなければならなくなったという背景も見逃してはならない。また、〈叙唱的様式〉が現れたことが挙げられる。ピアノの立場が歌と対等になり、声楽も旋律の呪縛から解放され、言語自体の響きの美しさを生かす叙唱法へ移行していく。単なる伴奏ではないピアノは声楽に代わって〈叙唱的様式〉を支える旋律を美しく奏でることが可能になったからである。本作のいずれにも、〈叙唱的様式〉が見られ、そこではピアノが美しく響いている。例えば、「マンドリン」では詩の4詩節目にあたるところ、「ひめやかに」では詩の3詩節目にあたるところなどに顕著な例が見られると分析している。

## 楽曲構成
- 第1曲 マンドリン、"Mandoline"、アレグレット・モデラート、ト長調、『艶なる宴』から

- 第2曲 ひめやかに、"En sourdine"、アンダンテ・モデラート、ト長調、『艶なる宴』から

- 第3曲 グリーン、"Green"、アンダンテ・コン・モート、変ホ長調、『言葉なき恋歌』から

- 第4曲 クリメーヌに、"À Clymène"、アンダンティーノ、ホ短調、『艶なる宴』から

- 第5曲 やるせない夢心地（恍惚）、"C'est l'extase"、アダージョ・ノン・トロッポ、変ニ長調、『言葉なき恋歌』から[9]

## 楽曲分析
本作は組曲でもあり、あるいは5つの歌による〈ひとつの物語〉でもある。フォーレ自身もそう述べているが、事実第5曲「やるせない夢心地」では先立つ幾つかの曲のモティーフが再現され、終曲として全曲に統一感を持たせる役割を担っている。さらに、全5曲の旋律に共通の素材が含まれていることも指摘しておく。それは統一動機とか統一主題というほどは現れてこないが、例えば、各曲で主要旋律のフレーズの末尾は〈二つの下降する3度音程、および下降4度音程〉が骨格となって構成されていることなどである。

### ネクトゥーによる組曲としての分析
彼は5つの楽章による〈組曲〉とした場合、第1曲 「マンドリン」が序曲、第2曲 「ひそやかに」が緩徐楽章Ⅰ、第3曲 「グリーン」がスケルツォ、第4曲 「クリメーヌに」が緩徐楽章Ⅱ、第5曲 「やるせない夢心地」が終曲、以上のよう見ることができるとしている。ネクトゥーは「緩急を交互に出すやり方とピアノの二つの書法の使い分けとがぴったりと重なっており、スタッカートが第1曲、第3曲、第5曲を活気づけている一方で、分散和音のしなやかさがこれらに挟まれた他の二つの曲において誇示されているのだ。そして、注目すべきは、注意深い研究がなされなければ、音楽的あるいは、文学的ないかなる基準から見ようとも、この連作歌曲が高度な秩序に従って書かれていることに気づけなかったと思われる点であろう。演奏会では、人々はこの作品の持つ豊かで多様な創造性に、唯々驚嘆するばかりなのである」との見解を示している。

## 演奏時間
約12分。